# NGC 6544
NGC 6544 (również GCL 87 lub ESO 521-SC28) – gromada kulista znajdująca się w gwiazdozbiorze Strzelca. Została odkryta 22 maja 1784 roku przez Williama Herschela. Jest położona w odległości ok. 9,8 tys. lat świetlnych od Słońca oraz 16,6 tys. lat świetlnych od centrum Galaktyki.